# Dolichopeza (Nesopeza) simplex
Dolichopeza (Nesopeza) simplex is een tweevleugelige uit de familie langpootmuggen (Tipulidae). De soort komt voor in het Oriëntaals gebied.